# Hits from the Bow
Hits from the Bow è il primo album in studio del gruppo musicale statunitense Arsonists Get All the Girls, pubblicato nel 2006 dalla Process Records.

## Tracce
1. This Time You're Going to Get It Dirty Shirley
2. Red Meat & Big Trucks
3. Scobra Vs. Cupcake: Battle of the Bulge
4. Shat Shart Tart
5. Zombies Ate My Neighbors
6. Jazzy Geoffrey
7. Sinsinatti
8. Canadian Unigog
9. Limbo
10. City Of Angels Cakewalk

## Formazione
- Cameron Reed – voce, tastiera
- Remi Rodburg – voce, tastiera
- Arthur Alvarez – chitarra
- Pat Mason – basso
- Garin Rosen – batteria